# Мельников, Виталий Викторович
Виталий Викторович Мельников, род. 20 марта 1990, Воронеж, — российский пловец, мастер спорта международного класса, 14-кратный чемпион России по плаванию на спине, многократный победитель российских и международных соревнований, серебряный призёр этапа Кубка мира, чемпион Европы, победитель Всемирной универсиады в Казани, экс-рекордсмен мира.

## Биография
Виталий Мельников начал заниматься плаванием в восьмилетнем возрасте в родном Воронеже. Его первым тренером была Людмила Ивановна Саломатина. В 15 лет он показал лучший результат в России в своей возрастной группе на дистанции 100 метров на спине — 58,87 секунды, за что ему было присвоено звание мастера спорта. В шестнадцать лет, по приглашению руководства училища олимпийского резерва МССУОР № 3, Мельников переехал в Москву. Уже в 17 лет он обновил свой личный рекорд на стометровке на спине, показав время 53,9 секунды и выполнив норматив мастера спорта международного класса. В следующем году Виталий впервые выиграл Кубок России на дистанции 200 метров на спине. А в 2010 году его пригласили в интернациональный плавательный клуб ADN Swimming Project.

## Мировые рекорды
| № | Бассейн | Дистанция                               | Время   | Место          | Дата            | Турнир           |
| - | ------- | --------------------------------------- | ------- | -------------- | --------------- | ---------------- |
| 1 | 25 м    | Комбинированная эстафета 4×50 м         | 1.32.38 | Хернинг, Дания | 12 декабря 2013 | Чемпионат Европы |
| 2 | 25 м    | Комбинированная смешанная эстафета 4х50 | 1.37.63 | Хернинг, Дания | 13 декабря 2013 | Чемпионат Европы |

## Награды
Распоряжение Президента Российской Федерации от 23.01.2014 № 14-рп
«О поощрении» — За заслуги в развитии физической культуры и спорта, высокие спортивные достижения на XXVII Всемирной летней универсиаде 2013 года в городе Казани